# Microcaecilia supernumeraria
Microcaecilia supernumeraria é uma espécie de anfíbio da família Siphonopidae. É endémica do Brasil.